# آلن جانسون (سیاستمدار)
آلن آرتر جانسون (انگلیسی: Alan Johnson), (زاده ۱۷ مه ۱۹۵۰) سیاستمدار حزب کارگر، اهل بریتانیااست. از ژوئن ۲۰۰۹ تا مه ۲۰۱۰ به عنوان وزیر امور داخله مشغول به کار بود. پیش از آن، او طیف گسترده‌ای از سمتهای کابینه را در دو دولت بلر و براون، از جمله وزیر آموزش، وزیر بهداشت و وزیر امور داخله پر کرده بود. جانسون در انتخابات عموی ۱۹۹۷ از حوزه هال وست و هسل عضو پارلمان بریتانیا بود. در ۱۸ آوریل، به دنبال اعلام انتخابات عمومی ۲۰۱۷، جانسون خود را کاندیدا نکرد.